# Klosterhäuser (Schwarzhofen)
Klosterhäuser ist ein Ortsteil der Gemeinde Schwarzhofen im Oberpfälzer Landkreis Schwandorf (Bayern).

## Geographische Lage
Der Weiler Klosterhäuser befindet sich ungefähr einen Kilometer westlich von Schwarzhofen am Westufer der Schwarzach.

## Geschichte
Entsprechend einer Verordnung von 1808 wurde das Landgericht Neunburg vorm Wald in 55 Steuerdistrikte unterteilt. Dabei bildete Schwarzhofen mit den Ortschaften Klosterhäuser, Baslmühle und Ziegelhof einen Steuerdistrikt. Klosterhäuser hatte zu dieser Zeit zwei kleine Häuser.
Am 31. Dezember 1990 hatte Klosterhäuser acht Einwohner und gehörte zur Pfarrei Schwarzhofen.